# San Lucas Huarirapeo
San Lucas Huarirapeo är en ort i Mexiko.   Den ligger i kommunen Hidalgo och delstaten Michoacán de Ocampo, i den södra delen av landet, 160 km väster om huvudstaden Mexico City. San Lucas Huarirapeo ligger 2 138 meter över havet och antalet invånare är 1 346.
Terrängen runt San Lucas Huarirapeo är huvudsakligen kuperad. San Lucas Huarirapeo ligger nere i en dal som går i öst-västlig riktning. Runt San Lucas Huarirapeo är det ganska tätbefolkat, med 90 invånare per kvadratkilometer. Närmaste större samhälle är Ciudad Hidalgo, 7,1 km öster om San Lucas Huarirapeo. I omgivningarna runt San Lucas Huarirapeo växer huvudsakligen savannskog.